# ユリエル・イーリー
ユリエル・イーリー（Uriel Ealy）は、アメリカ合衆国のプロレスラー。ウィスコンシン州ミルウォーキー出身。
双子であるゲイブリエル・イーリーもプロレスラーである。

## 来歴

### キャリア初期
プロレスラーになる以前、学生時代はアラバマ州バーミングハムに所在するピンソン・バレー高校にてバスケットボールで活動。プロレスへの転機が訪れ、地元であるウィスコンシン州のサウスミルウォーキーを拠点とするMIAW（Midwest Independent Association of Wrestling）に双子であるゲイブリエルと共に入門し、アンヘル・アルマーニに師事。2014年9月、アメリカのメジャー団体であるWWEのRAWとSmackDownにエキストラとして登場している。

### WWE
2015年10月、ゲイブリエルと共にWWEとディベロップメント契約を交わし入団。トレーニング施設であるWWEパフォーマンスセンターにてトレーニングを開始。
2016年3月4日、NXT Liveにてゲイブリエル & アンジェロ・ドーキンスと組んでパトリック・クラーク & リッチ・スワン & ケネス・クロフォードを相手にデビューするが勝利するに至らなかった。
2018年6月4日、WWEから解雇される。